# François Huber
François Huber (ur. 2 lipca 1750 w Genewie, zm. 22 grudnia 1831 w Lozannie) – szwajcarski przyrodnik i pszczelarz.

## Publikacje
- Nouvelles Observations sur les abeilles (Genewa 1702)